# Gresten
Gresten ist eine Marktgemeinde mit 1997 Einwohnern (Stand 1. Jänner 2024) im Bezirk Scheibbs in Niederösterreich in der Eisenwurzen.

## Geografie
Gresten liegt im südwestlichen Mostviertel in der niederösterreichischen Eisenwurzen im Tal der Kleinen Erlauf 25 km flussaufwärts von Wieselburg. Die Fläche der Marktgemeinde umfasst 3,83 Quadratkilometer, über vierzig Prozent werden landwirtschaftlich genutzt, zwanzig Prozent sind bewaldet.
Die Gemeinde wird von 750 bis 950 m hohen Bergen der Ybbstaler Voralpen umrandet, welche sich jedoch alle auf dem Gemeindegebiet von Gresten-Land befinden.

### Gemeindegliederung
Das Gemeindegebiet umfasst folgende zwei Ortschaften (in Klammern Einwohnerzahl Stand 1. Jänner 2024):
- Gresten (1659)
- Ybbsbachamt (338)

Die Gemeinde besteht aus den Katastralgemeinden Gresten und Ybbsbachamt.

### Nachbargemeinden
Gresten ist fast zur Gänze von Gresten-Land umschlossen. Einzig im Süden grenzt die Marktgemeinde an Gaming.

## Geschichte
Auf eine Besiedlung zur Zeit der Römischen Besetzung weisen Münzfunde aus den Jahren 260 und 364 hin.
Der Name Gresten stammt von Grostain, er wurde später Grosten und Groesten geschrieben; der Name kommt aus dem slawischen Koroscina und bedeutet „Kärntner Gegend“. Gresten war früher eine sumpfige Waldgegend mit einem besonderen Fischreichtum. Die allerersten festen Siedler waren Bajuwaren. Einige Einzelgehöfte der Bajuwaren auf den Höhen ringsum haben heute noch Hofnamen, die darauf zurückzuführen sind.
Zum ersten Male wird der Name Grostain in einem Güterverzeichnis der Babenberger um 1230 erwähnt.
Der Ort entstand um 1200 um die heutige Pfarrkirche St. Nikolaus. 1277 wird der Ort erstmals als Markt bezeichnet.
Gresten war zur Zeit der Eisenverarbeitung (Eisenwurzen) mit Scheibs und Purgstall an der „Dreimärktestraße“ im Erlauftal und spezialisierte sich auf den Tauschhandel mit Lebensmitteln zur Versorgung der Bergbaugegend um den Erzberg gegen das verarbeitbare Eisen.
Die meisten Häuser im Oberen und Unteren Markt stammen aus dem 16. und 17. Jahrhundert.
1924 wurde in Gresten von der Stadt Wien ein Umspannwerk errichtet, in dem die Elektrizität vom Kraftwerk Opponitz und Wasserleitungskraftwerk Gaming (Niederösterreich) und vom Speicherkraftwerk Partenstein (Oberösterreich) vereint wurden.
Am 19. April 1945 wurden 16 ungarisch-jüdische Zwangsarbeiter von der Waffen-SS in einem Wassergraben ermordet.

### Einwohnerentwicklung
Nach dem Ergebnis der Volkszählung 2001 gab es 1.946 Einwohner. 1991 hatte die Marktgemeinde 1.889 Einwohner, 1981 1.823 und im Jahr 1971 1.639 Einwohner.
| Gresten: Einwohnerzahlen von 1869 bis 2024          | Gresten: Einwohnerzahlen von 1869 bis 2024 | Gresten: Einwohnerzahlen von 1869 bis 2024 | Gresten: Einwohnerzahlen von 1869 bis 2024 | Gresten: Einwohnerzahlen von 1869 bis 2024 |
| --------------------------------------------------- | ------------------------------------------ | ------------------------------------------ | ------------------------------------------ | ------------------------------------------ |
| Jahr                                                |                                            |                                            |                                            | Einwohner                                  |
| 1869                                                | 1869                                       |                                            | 1.051                                      | 1.051                                      |
| 1880                                                | 1880                                       |                                            | 982                                        | 982                                        |
| 1890                                                | 1890                                       |                                            | 1.004                                      | 1.004                                      |
| 1900                                                | 1900                                       |                                            | 1.008                                      | 1.008                                      |
| 1910                                                | 1910                                       |                                            | 1.098                                      | 1.098                                      |
| 1923                                                | 1923                                       |                                            | 983                                        | 983                                        |
| 1934                                                | 1934                                       |                                            | 1.172                                      | 1.172                                      |
| 1939                                                | 1939                                       |                                            | 1.186                                      | 1.186                                      |
| 1951                                                | 1951                                       |                                            | 1.341                                      | 1.341                                      |
| 1961                                                | 1961                                       |                                            | 1.463                                      | 1.463                                      |
| 1971                                                | 1971                                       |                                            | 1.639                                      | 1.639                                      |
| 1981                                                | 1981                                       |                                            | 1.823                                      | 1.823                                      |
| 1991                                                | 1991                                       |                                            | 1.889                                      | 1.889                                      |
| 2001                                                | 2001                                       |                                            | 1.946                                      | 1.946                                      |
| 2011                                                | 2011                                       |                                            | 1.966                                      | 1.966                                      |
| 2021                                                | 2021                                       |                                            | 1.989                                      | 1.989                                      |
| 2024                                                | 2024                                       |                                            | 1.997                                      | 1.997                                      |
| Quelle(n): Statistik Austria, Gebietsstand 1.1.2021 |                                            |                                            |                                            |                                            |

## Kultur und Sehenswürdigkeiten

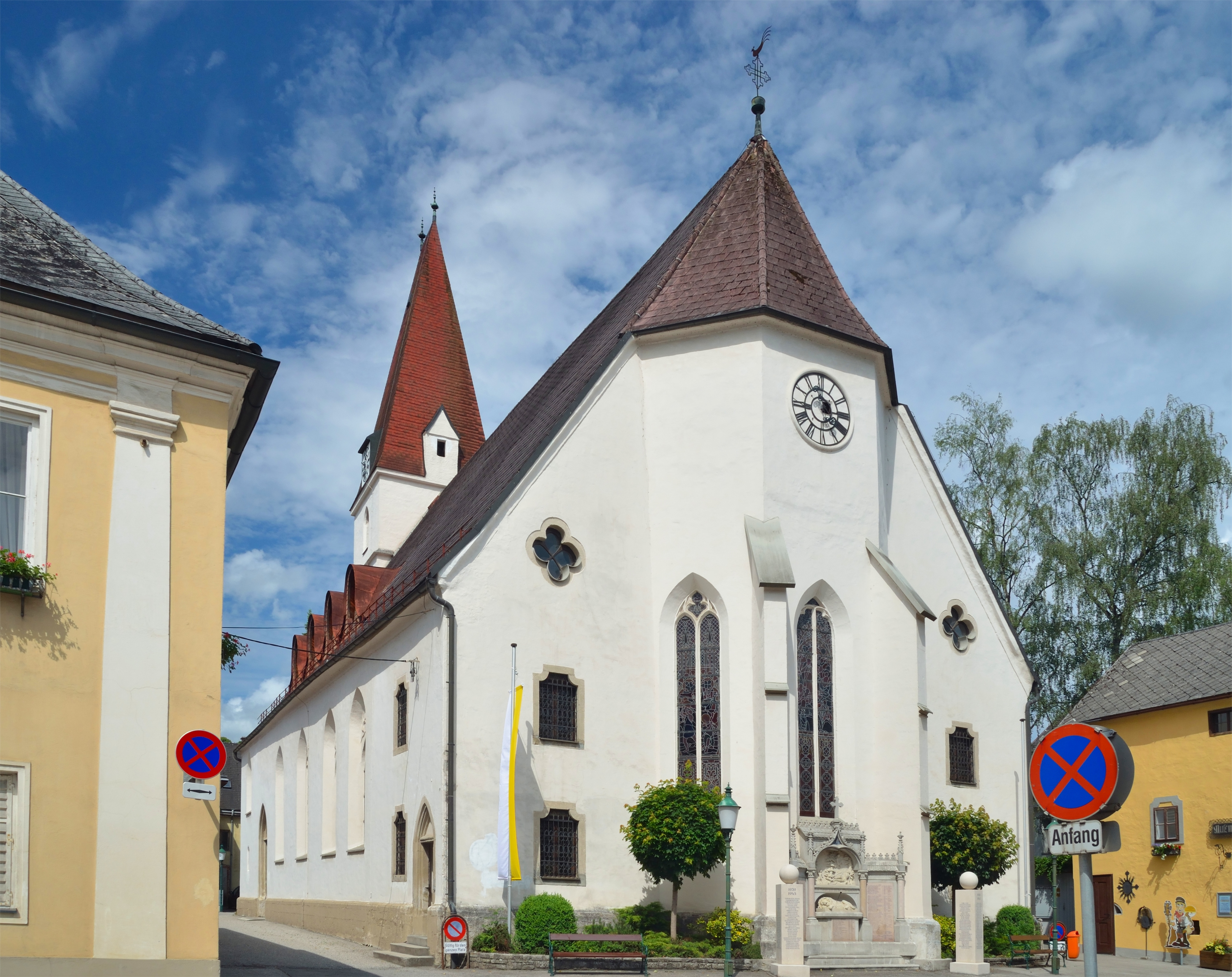
Pfarrkirche Gresten

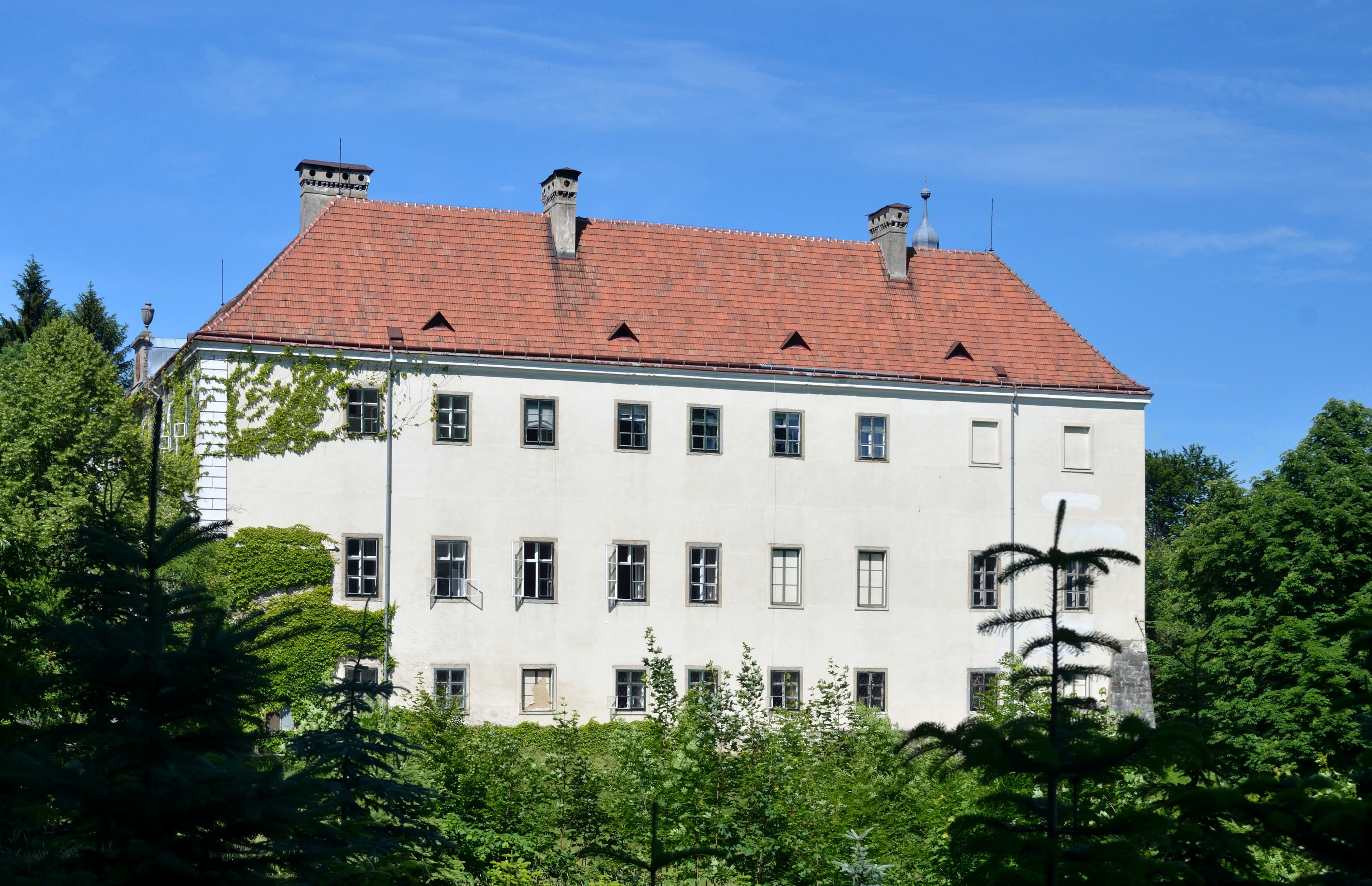
Schloss Stiebar

- Katholische Pfarrkirche Gresten hl. Nikolaus
- Schloss Stiebar
- Salcherkapelle
- Kapelle Mariahilf

## Wirtschaft und Infrastruktur

### Wirtschaftssektoren
Von den fünfzehn landwirtschaftlichen Betrieben des Jahres 2010 wurden sechs im Haupt-, acht im Nebenerwerb und eine von einer Personengesellschaft geführt. Diese eine bewirtschaftete beinahe neunzig Prozent der Flächen. Im starken Produktionssektor arbeiteten über 800 Erwerbstätige im Bereich Warenherstellung und hundert in der Bauwirtschaft. Die wichtigsten Arbeitgeber im Dienstleistungssektor waren die Bereiche Handel und soziale und öffentliche Dienste.
| Wirtschaftssektor            | Anzahl Betriebe | Anzahl Betriebe | Erwerbstätige | Erwerbstätige |
| Wirtschaftssektor            | 2011            | 2001            | 2011          | 2001          |
| ---------------------------- | --------------- | --------------- | ------------- | ------------- |
| Land- und Forstwirtschaft 1) | 15              | 19              | 21            | 22            |
| Produktion                   | 34              | 25              | 960           | 885           |
| Dienstleistung               | 117             | 85              | 455           | 437           |

1) Betriebe mit Fläche in den Jahren 2010 und 1999

### Unternehmen
- Welser Profile: Die Marktgemeinde ist seit der Ansiedlung der Firma Welser Profile im Jahr 1972 ein bedeutender Industriestandort. Das Rollprofilierwerk, welches rund 950 Mitarbeiter zählt, wurde in den folgenden Jahren auf über 220 000 m² Betriebsfläche ausgebaut. Pro Jahr werden am Standort Gresten ca. 200.000 Tonnen Stahl verarbeitet.
- In der Ortsmitte betreiben Spar und Billa Lebensmittelmärkte sowie Bipa einen Drogeriemarkt. Regionale Erzeugnisse findet man in einem Biobauernladen.

### Berufspendler

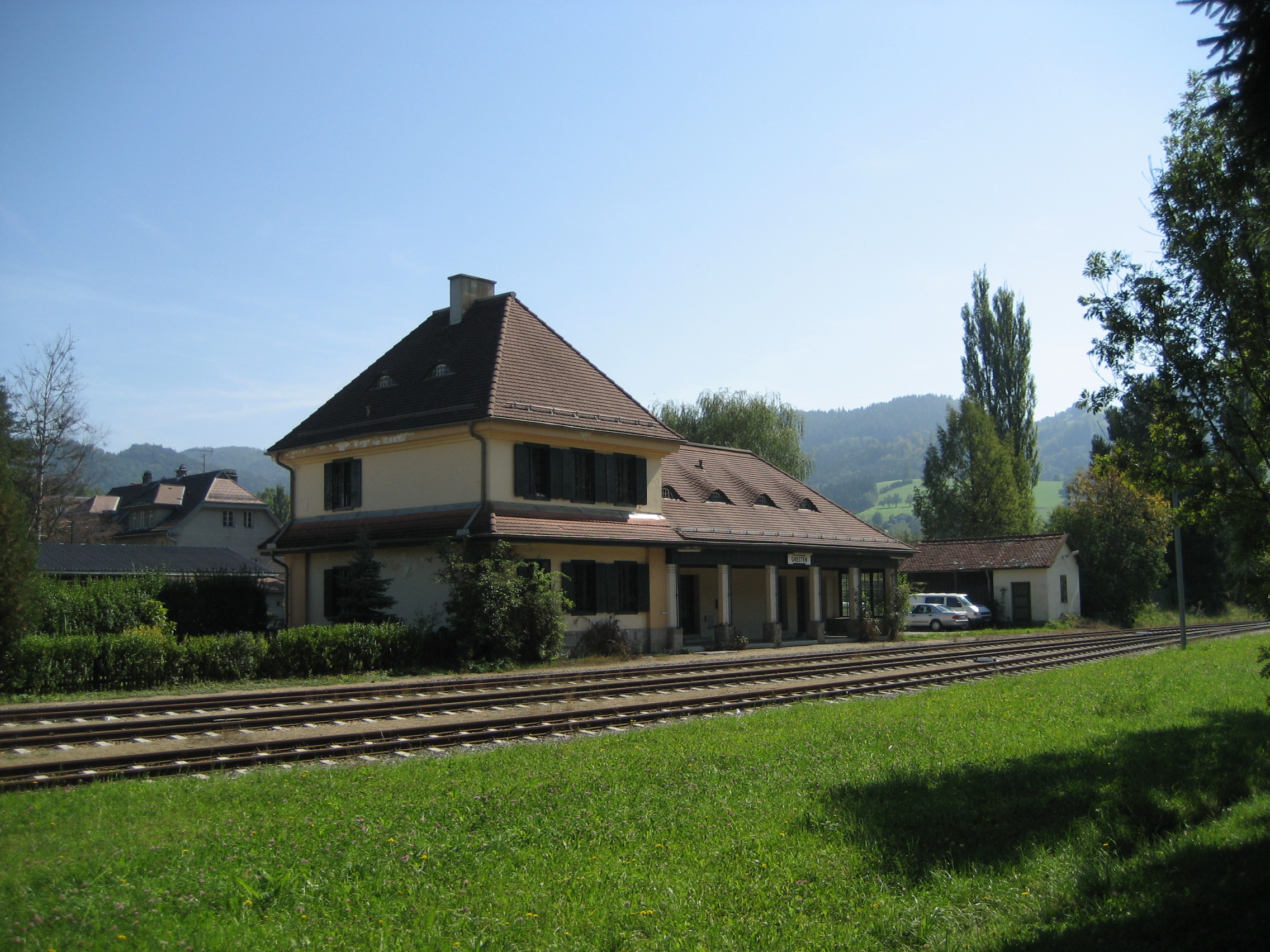
Bahnhof Gresten

Im Jahr 2011 lebten rund 1000 Erwerbstätige in Gresten. Davon arbeiteten 375 in der Gemeinde, über sechzig Prozent pendelten aus. Aus den umliegenden Gemeinden kamen mehr als 1000 Menschen zur Arbeit nach Gresten.

### Verkehr
- Bahn: Auf dem Gemeindegebiet liegt die Endstation der Bahnlinie (Wieselburg-Gresten), die vor der Umspurung eine Zweiglinie der Mariazellerbahn war. Heute dient die Bahnlinie nur dem Güterverkehr, der Personenverkehr wurde im Jahr 2000 mit der Umspurung beendet.
- Straße: Gresten liegt am Kreuzungspunkt der Grestner Straße B22 und der Landesstraße L92 von Randegg nach Pockau.

## Öffentliche Einrichtungen
In der Gemeinde gibt es einen Kindergarten, eine Volksschule und eine Mittelschule.

## Politik

### Gemeinderat
Der Gemeinderat hat 19 Mitglieder.
| - Mit den Gemeinderatswahlen in Niederösterreich 1990 hatte der Gemeinderat folgende Verteilung: 12 SPÖ, 6 ÖVP und 1 FPÖ. - Mit den Gemeinderatswahlen in Niederösterreich 1995 hatte der Gemeinderat folgende Verteilung: 10 SPÖ, 7 ÖVP, 1 Unabhängiges Bürgerforum Gresten und 1 FPÖ. - Mit den Gemeinderatswahlen in Niederösterreich 2000 hatte der Gemeinderat folgende Verteilung: 11 SPÖ, 7 ÖVP und 1 FPÖ. - Mit den Gemeinderatswahlen in Niederösterreich 2005 hatte der Gemeinderat folgende Verteilung: 11 SPÖ und 8 ÖVP. - Mit den Gemeinderatswahlen in Niederösterreich 2010 hatte der Gemeinderat folgende Verteilung: 10 SPÖ und 9 ÖVP. - Mit den Gemeinderatswahlen in Niederösterreich 2015 hatte der Gemeinderat folgende Verteilung: 10 SPÖ und 9 ÖVP. - Mit den Gemeinderatswahlen in Niederösterreich 2020 hat der Gemeinderat folgende Verteilung: 11 SPÖ und 8 ÖVP. | Die zur Anzeige dieser Grafik verwendete Erweiterung wurde dauerhaft deaktiviert. Wir arbeiten aktuell daran, diese und weitere betroffene Grafiken auf ein neues Format umzustellen. (Mehr dazu) |

### Bürgermeister
Die Bürgermeister seit 1850 waren:
- 1850–1860 August Diwald
- 1860–1864 Anton Legerer
- 1864–1870 Eduard Ritter von Raab
- 1870–1873 Karl Grießler
- 1873–1876 Johann Schönauer
- 1876–1879 Eduard Ritter von Raab
- 1879–1888 Franz Salminger
- 1888–1894 Leopold Heiß
- 1894–1912 Johann Schönauer
- 1912–1932 Franz Pregartbauer
- 1933–1938 Hermann Anderle
- 1938–1945 Josef Scholz
- 1945–1945 Hermann Schöberl
- 1945–1975 Wilhelm Sigmund
- 1975–1988 Hermann Fahrnberger
- 1989–1998 Adolf Allmer
- 1998–2019 Wolfgang Fahrnberger (SPÖ)[19]
- seit 2019 Harald Gnadenberger (SPÖ)[20]

### Wappen
Im Jahr 1587 wurde das Haus Nr. 69 im Oberen Markt durch Schenkung das Rathaus von Gresten. An der hinteren Hausfront eingemauert sieht man das Marktwappen.mit der Jahreszahl 1693.
Blasonierung: In Blau eine silberne Zinnenmauer mit zwei zinnengekrönten,jeweils mit 3, 1 : 2 gestellten, Schießscharten versehenen Türmen mit rotem Spitzdach, auf der Spitze jeweils eine silberne Kugel, dazwischen ein niedriger, bis an die untere Schießschartenachse der beiden äußeren Türme reichender, zinnengekrönter Turm, daraus ein braungekleideter, bärtiger Mann wachsend, in seinen beiden erhobenen Händen, rechts einen Hammer, links einen Schlägel über seinem Haupt haltend.

## Persönlichkeiten

### Söhne und Töchter der Gemeinde
- Engelbert Mühlbacher (1843–1903), Historiker und Diplomatiker

### Mit der Gemeinde verbundene Persönlichkeiten
- Ferdinand Graf von Colloredo-Mannsfeld (1777–1848), Diplomat, Politiker und Unternehmer
- Elisabeth Marie von Bayern (1874–1957), Hochadelige
- Josef von Knorr (1782–1839), Staatsbeamter und Gutsbesitzer
- Josefine von Knorr (1827–1908), Dichterin und Übersetzerin
- Wilhelm Sigmund (1903–1982), Politiker (SPÖ) und Elektromechaniker
- Katharina Tanzer (* 1995), österreichische Judoka
- Ulrike Königsberger-Ludwig (* 1965), Politikerin (SPÖ)